# Pfarrhaus (Aislingen)

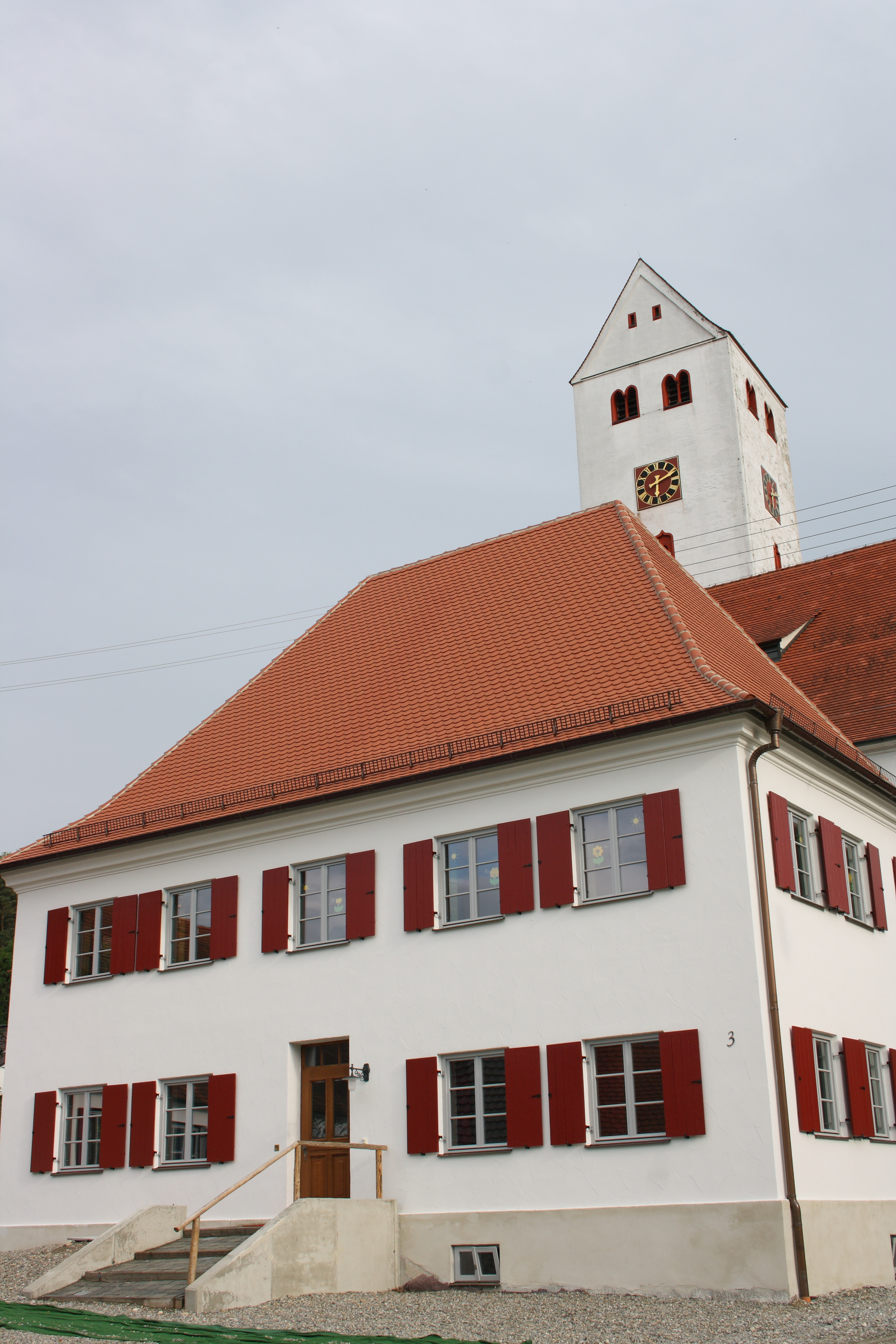
Pfarrhaus in Aislingen

Das Pfarrhaus in Aislingen, einer Gemeinde im Landkreis Dillingen an der Donau im bayerischen Regierungsbezirk Schwaben, wurde im 18. Jahrhundert errichtet. Das Pfarrhaus an der Kirchstraße 3, nördlich der Kirche St. Georg, ist ein geschütztes Baudenkmal.

## Beschreibung
Der Walmdachbau besitzt fünf zu vier Fensterachsen. Er wurde über einem Vorgängerbau errichtet, wovon der unter der Hausmitte sich befindende Gewölbekeller zeugt. Zum Pfarrhaus gehört der daneben stehende Stadel mit Stichbogentor und Satteldach.
Im Innern des Pfarrhauses ist ein Relief (um 1520) mit der Darstellung der Abendmahlsszene erhalten.